# Distrikt Samegua

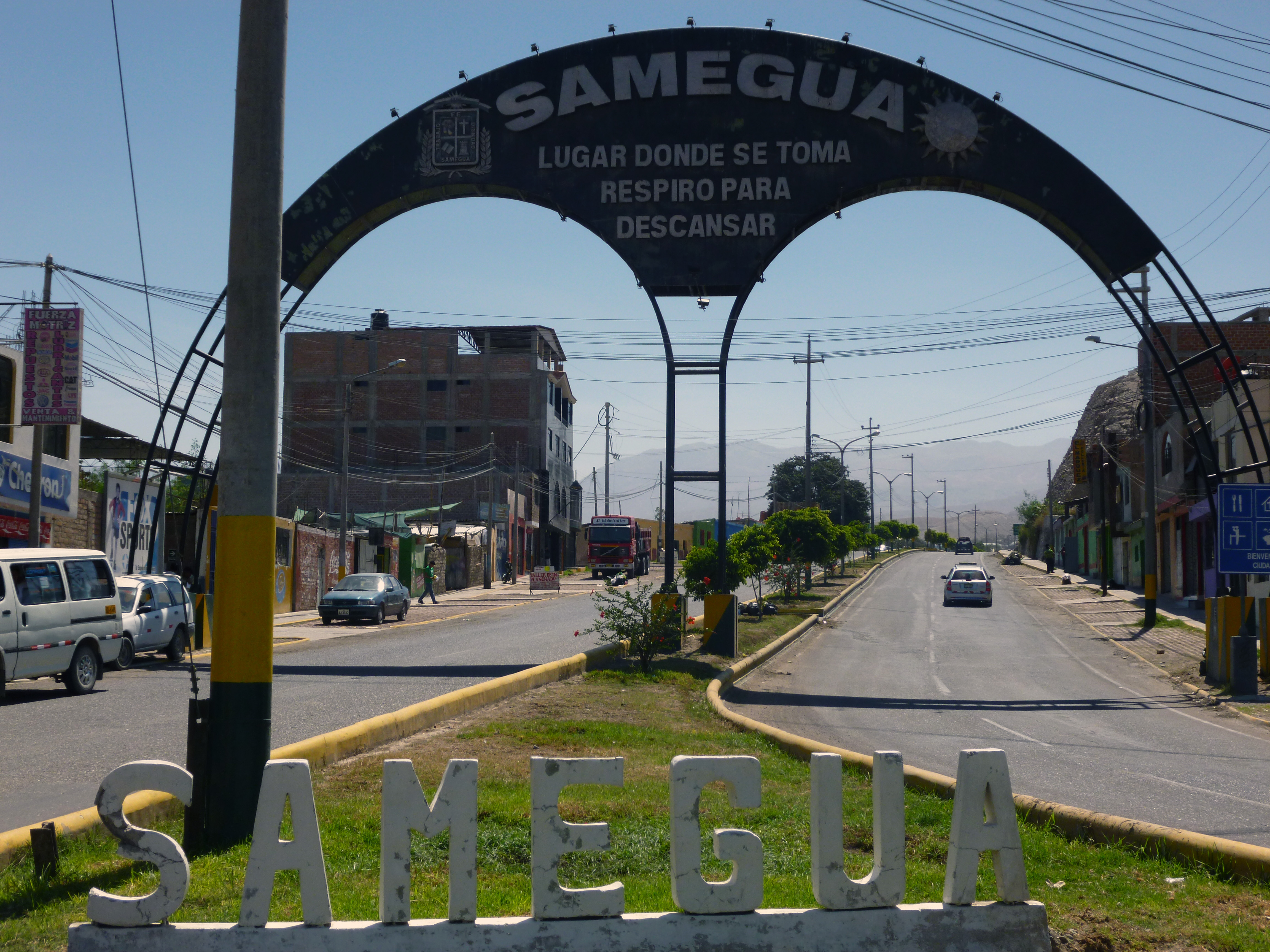
Straße mit Begrüßungsschild

Der Distrikt Samegua liegt in der Provinz Mariscal Nieto der Region Moquegua im Südwesten von Peru. Der Distrikt wurde am 8. November 1894 gegründet. Er hat eine Fläche von 62,55 km². Beim Zensus 2017 lebten 8480 Einwohner im Distrikt. Im Jahr 1993 lag die Einwohnerzahl bei 6321, im Jahr 2007 bei 6515. Die Distriktverwaltung befindet sich in der 1558 m hoch gelegenen Kleinstadt Samegua mit 7950 Einwohnern (Stand 2017). Samegua liegt am nordöstlichen Stadtrand der Provinz- und Regionshauptstadt Moquegua. Die Entfernung vom Stadtzentrum von Moquegua beträgt 5 km.

## Geographische Lage
Der Distrikt Samegua befindet sich im Küstenhochland unmittelbar nordöstlich der Stadt Moquegua. Der Río Tumilaca, ein Zufluss des Río Moquegua, durchfließt den Distrikt in südwestlicher Richtung. Entlang dem Flusslauf wird bewässerte Landwirtschaft betrieben. Der Distrikt Samegua grenzt im Norden an den Distrikt Torata, im Süden an den Distrikt Moquegua.